# Розати, Джулио
Джулио Розати (итал. Giulio Rosati; 1858, Рим — 1917, там же) — итальянский художник-ориенталист, представитель академизма.
Обучался в Академии святого Луки в Риме. Ученик Франческо Подести.
Писал жанровые полотна маслом, а также мастерски владел техникой акварели. Любил создавать жанровые сцены в декорациях XVIII столетия, которые буквально пропитаны духом XVIII эпохи, а также картины, посвящённые Востоку. При этом сам Розати никогда не был в странах Магриба, поэтому при создании картин вдохновлялся предметами, привезёнными с Востока, и купленными в антикварных лавках Рима и рассказами путешественников.
Умер в 1917 году в Риме.

## Галерея
- Бракосочетание
- Выбор фаворитки в гареме
- Игра в шахматы
- Игроки в триктрак
- Продавец ковров
- Продавец ковров (другая работа с таким же названием). Акварель, частное собрание.